# 보잉 X-51

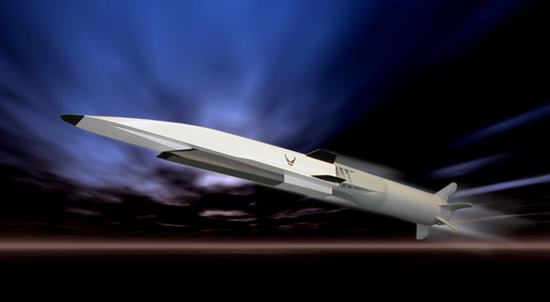

보잉 X-51은 스크램제트 엔진을 사용하는 극초음속 순항 미사일이다. 최대 마하 6의 속도로 비행하며, 2010년 5월 26일 초도비행했으며, 현재는 개발이 중단되었다. 무게는 1.8톤으로, 잠수함에서 발사하는 중어뢰나 토마호크 미사일, F-15에서 발사되는 블루 스패로우 미사일 등의 무게와 비슷하다.
MGM-140 ATACMS의 고체로켓을 부스터로 사용하여, 마하 4.5까지 가속한 다음, 스크램제트 엔진이 점화된다.
순항 미사일은 탄도 미사일과 달리, 개발 및 보유에 대한 국제적 규제가 덜하나, 아음속인 점이 단점으로 지적되었는데, X-51은 탄도 미사일의 속도를 낸다.

## 전술 전략
최대 속력이 마하5.1인 X-51이 가져올 전략적 이점은 획기적인 비용 절감이다. 기존 미국이 지구 전역을 재래식으로 타격하기 위한 수단은 순항미사일이나 항공모함,전투기등의 방식이었다. 하지만 순항미사일은 음속보다 느리게 날아가기 때문에 적의 움직임을 포착했다해도 즉각 대응에 문제가 생긴다. 예를 들어 괌에서 출동한 B-52나 사세보에서 출동한 아키즈키급등이 한반도를 타격한다해도 미사일이 날아가는데 몇시간이 걸릴 수 있는 문제에 봉착하게 된다. 하지만 항공모함에서 출격하는 함재기의 경우 초음속으로 비행이 가능하기 때문에 전자의 문제를 다소 해소할 순 있으나 항모 전단의 비용이 너무 크고, 항공모함의 이동속도가 30노트에 불과하다는 점도 있다. 결국 미국이 새로 고안해낸 방법이 X-51이다. B-52에서 쏘면 음속의 몇배로 날아가서 단시간에 목표 타격이 가능하다. 항공모함보다 저렴하고 기존 순항미사일보다 빠른 전략무기다. 이걸로 항모전단을 굳이 움직이지 않아도 저렴하게 지구 전역 타격이 가능하게 될 것으로 보인다.

## 응용
2013년 5월, 미국 공군은 X-51 기술로 고속타격무기(High Speed Strike Weapon, HSSW)를 개발할 계획이다. X-51과 비슷한 크기이며, 2020년 초도비행, 2020년대 중반에 실전배치될 계획이다. F-35, B-2의 내부무장창에서 발사되어, 마하 5-6의 속도로 500-600 해리(926-1,111 km)를 비행한다.

## 같이 보기
- PGS

1. ↑  “Fact Sheet X-51A Waverider”.